# PPIL3
PPIL3 (англ. Peptidylprolyl isomerase like 3) – білок, який кодується однойменним геном, розташованим у людей на короткому плечі 2-ї хромосоми.  Довжина поліпептидного ланцюга білка становить 161 амінокислот, а молекулярна маса — 18 155.
| 10         |  | 20         |  | 30         |  | 40         |  | 50         |
| ---------- |  | ---------- |  | ---------- |  | ---------- |  | ---------- |
| MSVTLHTDVG |  | DIKIEVFCER |  | TPKTCENFLA |  | LCASNYYNGC |  | IFHRNIKGFM |
| VQTGDPTGTG |  | RGGNSIWGKK |  | FEDEYSEYLK |  | HNVRGVVSMA |  | NNGPNTNGSQ |
| FFITYGKQPH |  | LDMKYTVFGK |  | VIDGLETLDE |  | LEKLPVNEKT |  | YRPLNDVHIK |
| DITIHANPFA |  | Q          |  |            |  |            |  |            |

A: Аланін

C: Цистеїн

D: Аспарагінова кислота

E: Глутамінова кислота

F: Фенілаланін

G: Гліцин

H: Гістидин

I: Ізолейцин

K: Лізин

L: Лейцин

M: Метіонін

N: Аспарагін

P: Пролін

Q: Глутамін

R: Аргінін

S: Серин

T: Треонін

V: Валін

W: Триптофан

Кодований геном білок за функціями належить до ізомераз, ротамаз. 
Задіяний у таких біологічних процесах як процесінг мРНК, сплайсінг мРНК, поліморфізм, ацетиляція, альтернативний сплайсинг. 